# Ellis Le Geyt Troughton
Ellis Le Geyt Troughton (Sydney, 29 aprile 1893 – 30 novembre 1974) è stato uno zoologo e mammalogo australiano.
Nel 1941 scrisse Furred Animals of Australia. È stato il primo Membro Onorario Vivente dell'«Australian Mammal Society» e in suo onore è stato istituito l'Ellis Troughton Memorial Award.